# Oxypolis ternata
Oxypolis ternata là một loài thực vật có hoa trong họ Hoa tán. Loài này được (Nutt.) A. Heller mô tả khoa học đầu tiên năm 1898.